# Yellowcard
Yellowcard – amerykańska grupa wykonująca szeroko pojętą muzykę rockową. Powstała w 1997 roku, w Jacksonville w stanie Floryda. Cechą charakterystyczną formacji jest używanie skrzypiec w swoich utworach, co jest nietypowe w tym gatunku muzycznym.
Zespół oficjalnie zadebiutował w 1997 roku z albumem Midget Tossing, lecz prawdziwą sławę zespołowi przyniósł rok 2003, czyli data wydania czwartego albumu pt. Ocean Avenue. Dwie piosenki formacji: "Breathing" i "Rough landing Holly" zostały wykorzystane w grze FlatOut 2.
24 czerwca 2016 zespół wydał oświadczenie w którym poinformował o zakończeniu swojej działalności, a także zapowiedział wydanie ostatniego albumu, który ukazał się 30 września 2016. 25 Marca 2017 zespół zagrał swój ostatni koncert w budynku House of Blues w Anaheim.

## Muzycy

### Ostatni skład zespołu
- Ryan Key – wokal prowadzący, gitara rytmiczna (2000–2017)
- Sean Mackin – skrzypce, wokal wspierający (1997–2017)
- Ryan Mendez – gitara prowadząca, wokal wspierający (2005–2017)
- Josh Portman – gitara basowa, wokal wspierający (2012–2017)

### Muzycy sesyjni
- Tucker Rule – perkusja (2014–15)
- Nate Young – perkusja (festiwal "Vans Warped Tour" w 2014, utwór Lift a Sail oraz album Yellowcard)
- Rob Chianelli – perkusja (European Festivals, 2016)
- Cyrus Bolooki – perkusja ("Vans Warped Tour" w 2016)

### Byli członkowie
- Ben Harper – gitara prowadząca, wokal (1997–2006)
- Peter Mosely – gitara basowa, pianino, wokal (2002–2003, 2004–2007)
- Sean O’Donnell – gitara basowa, wokal (2010–2012)
- Alex Lewis – gitara basowa, wokal (2003–2004)
- Warren Cooke – gitara basowa, wokal (1997–2002)
- Todd Clary – gitara rytmiczna, wokal (1997–2000)
- Ben Dobson – wokal prowadzący (1997–1999)
- Longineu W. Parsons III – perkusja (1997–2014)

## Dyskografia
- 1997 Midget Tossing
- 1999 Where We Stand
- 2001 One For The Kids
- 2002 The Underdog EP
- 2003 Ocean Avenue
- 2006 Lights and Sounds
- 2007 Paper Walls
- 2009 Deep Cuts EP
- 2008 Live From Las Vegas at The Palms
- 2011 When You're Through Thinking, Say Yes
- 2011 When You're Through Thinking, Say Yes (Acoustic)
- 2012 Southern Air
- 2013 Ocean Avenue Acoustic
- 2014 Lift a Sail
- 2016 Yellowcard